# Hojatoleslam
Hojatoleslam eller Hujjat al-Islam (från arabiska: حجة الإسلام ḥujjatu L-Islam) är en tilltalstitel som betyder "auktoritet på islam". Den används framför allt bland imamiterna (som också kallas tolvor, tolvshiiter eller tolvsekten).
Många imamer har fått titeln, vilket sänkt dess status något. I äldre tider bars titeln endast av ledande mujtahider, men från omkring början av 1900-talet, då titeln ayatolla inrättades för de allra mest lärda, kom den att bäras av präster som har "lägre rang" än ayatollorna.